# Grästjärnen (Bjurholms socken, Ångermanland)
Grästjärnen är en sjö i Bjurholms kommun i Ångermanland och ingår i Öreälvens huvudavrinningsområde. Grästjärnen ligger i Öreälven Natura 2000-område. Vid provfiske har abborre fångats i sjön.